# Alexandru Vlahuță (okręg Vaslui)
Alexandru Vlahuță – wieś w Rumunii, w okręgu Vaslui, w gminie Alexandru Vlahuță. W 2011 roku liczyła 822 mieszkańców.